# John Brown (Abolitionist)

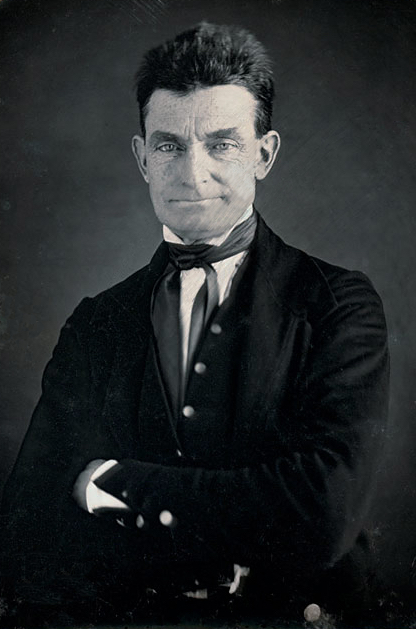
John Brown um 1846

John Brown (* 9. Mai 1800 in Torrington, Connecticut; † 2. Dezember 1859 in Charles Town, Virginia, heute West Virginia) war ein US-amerikanischer Abolitionist, der sich gegen die Sklaverei in den USA auflehnte. Bekannt ist Brown vor allem wegen des Überfalls auf das Waffenarsenal in Harpers Ferry. Unter seiner Führung wollte eine Gruppe von 19 Personen mit diesem Überfall die Befreiung und Bewaffnung von Sklaven erreichen. Der Versuch, einen Sklavenaufstand zu initiieren, misslang und Brown wurde nach einem Prozess  hingerichtet. Der Überfall und der Prozess erregten erhebliche öffentliche Aufmerksamkeit.

## Leben
John Brown stammte aus einer alten neuenglischen Familie und wuchs in Ohio auf, das damals Grenzland (Frontier) war. Er schloss sich mit 16 Jahren einer kongregationalistischen Gemeinde an. Ab 1834 kämpfte er gegen die Sklaverei. Im Verlauf der 1840er Jahre fokussierte sich Brown immer mehr auf die Anti-Sklaverei-Bewegung und ordnete auch seine wirtschaftlichen Bemühungen diesem Ziel unter, seine geschäftlichen Unternehmungen scheiterten jedoch. In den 1850ern kam Brown zu der Überzeugung, dass die Befreiung der Sklaven nur durch eine gewaltsame Revolution von diesen gegen die Plantagenbesitzer möglich sei. 1855 zogen er und sein Schwiegersohn nach Kansas zu sechs seiner Söhne, die dort Land erworben hatten. Schon bald wurde Brown zu einem Wortführer der Abolitionisten.

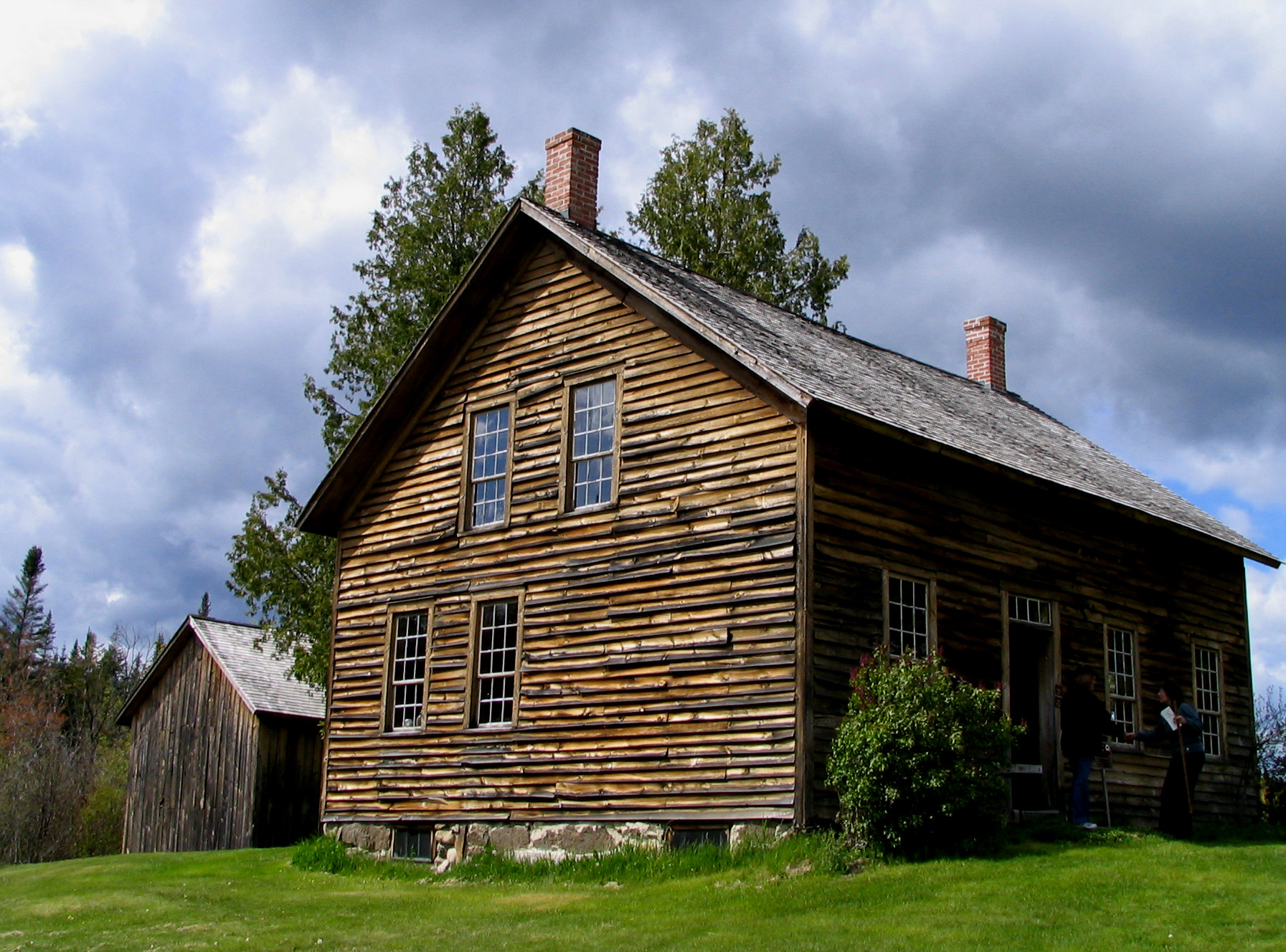
Browns Wohnsitz ab 1849 in North Elba, New York

Als sich im Frühjahr 1856 die bürgerkriegsähnlichen Zustände in Kansas (Bleeding Kansas) immer mehr zuspitzten, trat Brown mit seinen Söhnen in eine Miliz-Kompanie ein, um auf der Seite der Abolitionisten zu kämpfen. Als Reaktion auf den Überfall von Sklavereibefürwortern in Lawrence, Kansas, bei dem ein Sklavereigegner ermordet wurde, und auf den Angriff auf den Abgeordneten Charles Sumner verübte Brown mit vier seiner Söhne und drei weiteren Männern in der Nacht vom 24. auf den 25. Mai 1856 das Pottawatomie-Massaker. Die acht Männer entführten fünf nicht an den Aktionen in Lawrence beteiligte sklavereibefürwortende Siedler aus ihren Häusern und spalteten ihnen mit Schwertern die Schädel. Gegen die Mörder wurden Haftbefehle erlassen, aber  nicht vollstreckt.
Brown avancierte zum Führer einer kleinen bewaffneten Antisklaverei-Truppe und lieferte sich mit Truppen von Befürwortern der Sklaverei Schießereien am 2. Juni 1856 bei Black Jack (Baldwin City im Douglas County, Kansas) und am 30. August 1856 in Osawatomie (im Miami County, Kansas).
Brown wurde bald nach den Morden als Täter identifiziert, Haftbefehle wurden gegen ihn erlassen. In Teilen der Presse in den Nordstaaten und bei den Sklavereigegnern hielt man lange daran fest, dass die Anschuldigungen falsch seien, oder versuchte, die Opfer in ein schlechtes Licht zu rücken.
Seine bekannteste Aktion fand drei Jahre später am 16. Oktober 1859 statt, als er mit 18 Männern das in Harpers Ferry, damals Virginia (heute West Virginia), knapp südlich der Mason-Dixon-Linie gelegene Waffenarsenal des US-Heeres überfiel. Sein Plan war es, mit dem Überfall auf Harpers Ferry einen Aufstand von Sklaven zu entfachen und sie zu bewaffnen, um mit einem immer größer werdenden Revolutionsheer den gesamten Süden zu befreien. Im Falle des Scheiterns dieses militärischen Plans wollte er medienwirksam auf den Widerspruch zwischen der amerikanischen Verfassung und dem (südstaatlichen) Beharren auf der Sklaverei aufmerksam machen.

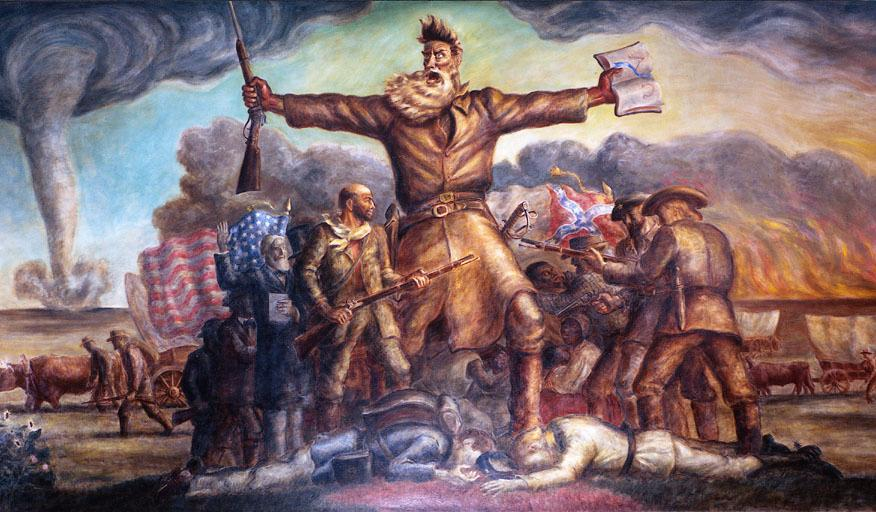
Wandgemälde Tragic Prelude von 1937

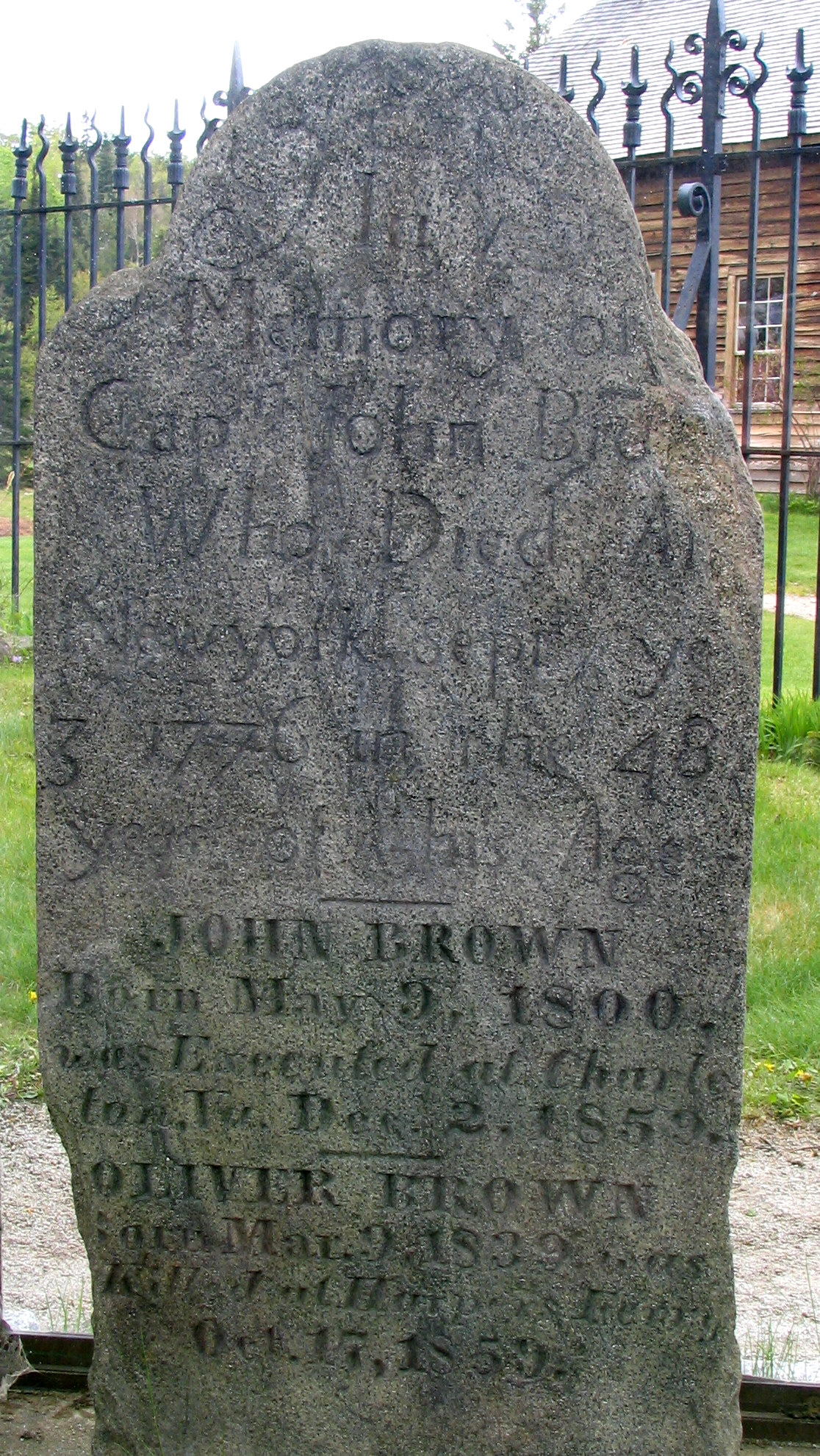
Browns Grab in North Elba, New York

Der von Anfang an aussichtslose militärische Plan scheiterte und war zudem mangelhaft vorbereitet; nicht ein einziger Sklave schloss sich ihnen freiwillig an. Bereits am Morgen des 17. Oktober rückten Milizeinheiten aus Virginia und Maryland gemeinsam mit Einwohnern von Harpers Ferry auf Browns Stellungen vor. In der Nacht zum 18. Oktober erreichte eine Kompanie US-Marines unter Führung von Oberstleutnant Robert E. Lee den Ort. Die Marines stürmten das Arsenal ohne Schusswaffeneinsatz, um das Leben von Geiseln nicht zu gefährden. Insgesamt starben 17 Männer, zehn von Browns Anhängern einschließlich zwei seiner Söhne, vier Einwohner Harpers Ferrys, zwei nicht namentlich bekannte Sklaven, die sich Brown angeschlossen hatten, und ein Marine.
Brown  wurde verwundet, festgenommen und – nach äußerst medienwirksamen Interviews – knapp zwei Monate später wegen Mordes, Anzettelung eines Sklavenaufstandes und Hochverrats am 2. Dezember 1859 in Charles Town, damals Virginia, gehängt.
Trotz des Scheiterns seiner militärischen Aktion brachte seine Revolte das Sklavereiproblem in den USA zum Bewusstsein, vertiefte den Konflikt zwischen Nord und Süd und war damit eines der Ereignisse, die zum Ausbruch des Bürgerkriegs in den USA führten. Schon während seines Prozesses schieden sich an John Brown die Geister; so wurde er – bei stetig wachsender Anhängerschaft – zum Helden der Abolitionisten in den Nordstaaten, während die meisten weißen Südstaatler ihn als Verbrecher und Mörder ansahen.
Victor Hugo versuchte von seinem Exil in Guernsey aus, eine Begnadigung Browns zu erreichen, und verfasste am 2. Dezember 1859 einen offenen Brief, in dem er auch vor einem drohenden Bürgerkrieg warnte. Brown lehnte während seines Prozesses Fluchtangebote ab, er sah sich als Märtyrer im Kampf gegen die Sklaverei, der durch sein Beispiel den nahenden Kampf um die Befreiung der Sklaven am besten fördern könne.

## John Brown im Urteil der Zeitgenossen und Nachwelt
In einem Essay (A Plea for Captain John Brown), das auf einer am 30. Oktober 1859 in Concord, Massachusetts gehaltenen Rede basiert, rechtfertigt Henry David Thoreau Brown als bewundernswürdigen Kämpfer für die Abschaffung der Sklaverei, der sich im Namen der Humanität und unter Beachtung der Verfassung gegen eine vom Staat protegierte Ungerechtigkeit auflehnte. Hunderte baten ihn um seine Unterschrift während seiner Haft. Nach dem Tod von Brown hob Thoreau am 2. Dezember 1859 dessen moralische Größe hervor (Remarks After the Death of John Brown). In einem weiteren, 1860 verfassten Essay (The Last Days of John Brown) wird Brown von Thoreau als Held und moderner Demokrat gefeiert.
William Lloyd Garrison schrieb: „Mit seinen Gewehrschüssen hat John Brown nur verkündet, wie spät es ist. Es ist zwölf Uhr Mittags. Gott sei Dank.“ Herman Melville nannte Brown den „Meteor des Krieges.“ Nathaniel Hawthorne meinte: „Nie wurde ein Mann mit mehr Recht gehängt.“
Während des Sezessionskriegs avancierte der bald nach seiner Hinrichtung komponierte Marsch John Brown’s Body schnell zum beliebtesten Kampflied der Unionstruppen. Die Melodie findet sich bis heute in der amerikanischen Battle Hymn of the Republic, deren Verse Julia Ward Howe als Ersatz für das als respektlos empfundene ursprüngliche Lied schrieb.

## John Brown in Film und Fernsehen
- In Land der Gottlosen wurde John Brown 1940 von Raymond Massey gespielt; Massey spielte Brown als brutalen Wahnsinnigen.
- Brown wurde 1940 von John Cromwell in Abe Lincoln in Illinois dargestellt.
- Royal Dano spielte John Brown 1971 in der Western-Komödie Skin Game.
- Sterling Hayden spielte Brown 1982 in Die Blauen und die Grauen.
- In der Fernsehserie Fackeln im Sturm (1985) wurde John Brown von Johnny Cash gespielt.
- Ethan Hawke spielte Brown in der Miniserie The Good Lord Bird (2020), die auf dem Roman Das verrückte Tagebuch des Henry Shackleford (The Good Lord Bird) von James McBride basiert.

## Ehrungen
- In Quindaro Townsite, Kansas City, Kansas steht eine lebensgroße Statue zu Ehren Browns.
- In der haitianischen Hauptstadt Port-au-Prince ist eine der Hauptstraßen (Avenue John Brown) nach John Brown benannt.
- In Harpers Ferry ist ein John-Brown-Wachsmuseum zu besichtigen.
- John Brown wurde auf den John Brown Farm Grounds in North Elba, Essex County, New York beerdigt.[7]

## Romane
- James McBride: The Good Lord Bird. Riverhead Books, New York, 2013, ISBN 978-1-101-61618-5. Leseprobe auf google-Books
  - Das verrückte Tagebuch des Henry Shackleford; dt. von Werner Löcher-Lawrence, btb, München 2015. ISBN 978-3-442-75489-2.
- Russell Banks: John Brown, mein Vater (Originaltitel: Cloudsplitter Harper 1999, übersetzt von Inge Leitpold) Luchterhand, München 2000, ISBN 3-630-87065-1 (als Taschenbuch bei: Goldmann 45011, München 2001, ISBN 3-442-45011-X Rezension von Ekkerhard Knörrer Abgerufen am 14. April 2010).
- Alfred Otto Schwede: Glory, glory hallelujah: das Lied von Old John Brown VOB Union Verlag, Berlin 1948, 1968, 1974, OCLC 606325969.
- Rudolf K. Unbescheid: Das absurde Unternehmen des John Brown. In: Amerikanistik spezial. Band 2. Verlag für Amerikanistik, Wyk auf Föhr 1989, ISBN 3-924696-36-5.
- George MacDonald Fraser: Flashman and the Angel of the Lord. From the Flashman Papers 1858–1859. Collins Havill Books, London 1994, ISBN 0-00-273015-4. Deutsch: Flashman und der Engel des Herrn: Die Flashman-Manuskripte 10. Harry Flashman und John Brown in Virginia, Taschenbuch im Kübler Verlag 2015, ISBN 978-3-942270-90-8.

## Musik
- John Brown’s Body, volkstümliches Lied, bevorzugter Marsch der Unionstruppen im Bürgerkrieg